# Machilus velutina
Machilus velutina är en lagerväxtart som beskrevs av John George Champion och George Bentham. Machilus velutina ingår i släktet Machilus och familjen lagerväxter. Inga underarter finns listade i Catalogue of Life.